# Command Decision (Dad's Army)
Command Decision is de derde aflevering van het eerste seizoen van de Britse sitcom Dad's Army. Het werd opgenomen op 29 april 1968 en voor het eerst uitgezonden op 14 augustus 1968.

## Verhaal
Mainwaring, die nog steeds met een gebrek aan wapens zit, ontvangt een aanbod van Colonel Square – hij zal het peloton de benodigde wapens geven als het gezag aan hem wordt overgedragen. Mainwaring stemt hiermee in – totdat hij erachter komt dat de wapens in kwestie musketten zijn, en dat het de bedoeling is dat het peloton gaat paardrijden. Aan het einde van de aflevering ontvangt het peloton de wapens toch.

## Rolbezetting

### Hoofdrollen
- Arthur Lowe als Captain Mainwaring
- John Le Mesurier als Sergeant Wilson
- Clive Dunn als Lance Corporal Jones
- John Laurie als Private Frazer
- James Beck als Private Walker
- Arnold Ridley als Private Godfrey
- Ian Lavender als Private Pike

### Gastrollen
- Caroline Dowdeswell als Janet King
- Geoffrey Lumsden als Colonel Square
- Charles Hill als Butler
- Gordon Peters als Soldier